# Flavius Merobaudes
Pour l'officier franc, voir Mérobaud.
Flavius Merobaudes est un rhéteur et un poète latin du Ve siècle, probablement natif de Bétique en Espagne et d'origine franque petit-fils du général homonyme.

## Biographie
On ne connaît sa vie que par bribes et ses œuvres ne nous sont parvenues que sous forme de fragments.
Flavius Merobaudes, général des troupes romaines en Espagne, clarissime, poète et orateur païen, a été reconnu lauréat officiellement par Valentinien III et par Aetius. Il est le gendre d'Asturius, consul et patrice et petit-fils du général Mérobaudes.
Au service de la cour impériale de Ravenne entre 430 et 450, il a  côtoyé, pendant une vingtaine d'années, l'empereur Valentinien III et  son généralissime, Aétius.  C'est un témoin privilégié des événements décisifs qui  marquent le milieu du Ve siècle. En 435, sa statue est placée dans le Forum de Trajan, honneur réservé aux païens.

## Un auteur méconnu
Jusqu'à la fin du XIXe siècle, il n'était connu que par la notice contenue dans la Chronique de son contemporain Hydacius, lequel le salue comme poète et orateur et mentionne plusieurs statues mises en place en son honneur.
En 1813 est découvert à Rome le socle d'une de ces statues, avec une longue inscription de l'année 435 sur Merobaudes Flavius, qui célèbre ses mérites en tant que guerrier et poète. Dix ans plus tard, Barthold Georg Niebuhr découvre quelques vers latins sur un palimpseste du monastère de Saint-Gall, et en attribue la paternité à Merobaudes, en raison de la grande similitude entre la langue de la préface en prose et celle de l'inscription.
Autrefois, sa seule pièce connue était un poème court, De Christo (30 hexamètres), qui lui était attribué par un manuscrit de Claudien, mais Friedrich Adolf Ebert a contesté cette paternité pour l'attribuer à un auteur chrétien.

## Œuvres
On connait deux panégyriques d'Aetius, l'un en vers, l'autre en prose. Quatre carmina minora représentatifs de la poésie précieuse de l'Antiquité tardive. Les deux premiers décrivent apparemment le palais de Ravenne ; le poète y célèbre la famille de l'empereur Valentinien III. Le troisième est consacré à un jardin. Le quatrième est un chant d'anniversaire composé en l'honneur de Gaudentius, fils cadet d'Aetius. Ces œuvres ont été transmises par le codex palimpseste de Saint-Gall (Stiftsbibliothek, 908). Un poème chrétien intitulé Laus Christi (ou De Christo) peut être ajouté à cette liste même si son origine est discutée .
Les poèmes panégyriques et mineurs ont été édités par Barthold Georg Niebuhr (1824), puis par Immanuel Bekker dans le Corpus de Bonn hist Scriptorum (1836). De Christo par T. Birt dans Claudian (1892), où il confirme la paternité de Merobaudes et plus récemment par F. et A. Biicheler Riese, dans Anthologia latina excessive poesis Latinae Supplementum (2e éd du tome 1, à Leipzig, 1894-1926).

## Sources
- (en) Cet article est partiellement ou en totalité issu de l’article de Wikipédia en anglais intitulé « Merobaudes (poet) » (voir la liste des auteurs).
- (en) « Flavius Merobaudes (5th century A.D.) », dans Encyclopædia Britannica [détail de l’édition], 1911 ([[s::en:1911 Encyclopædia Britannica/Flavius Merobaudes (5th century A.D.)|lire sur Wikisource]]).